# Grüner veltliner

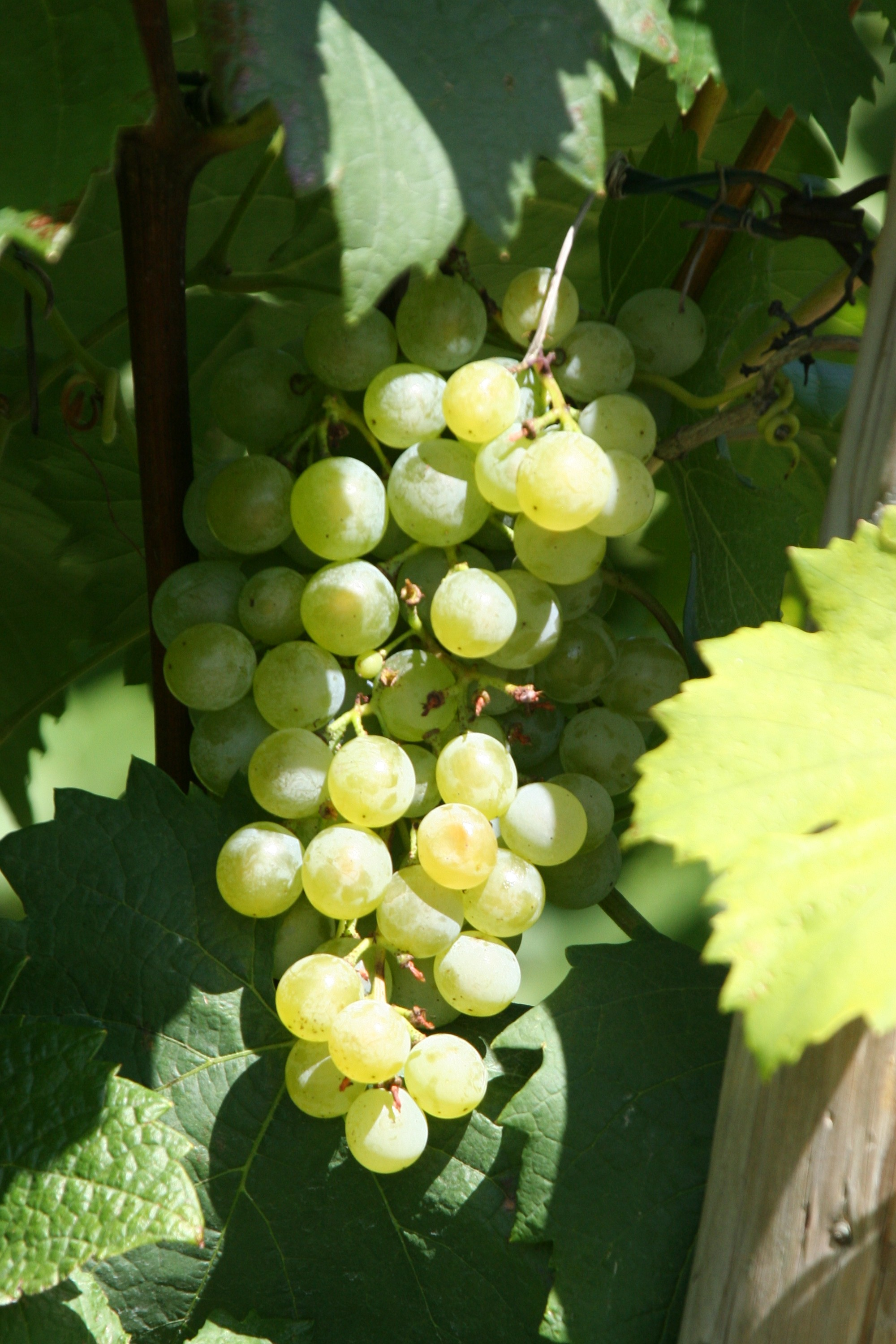
Racimo de grüner veltiner.

La grüner veltliner (veltliner verde) es una variedad de uva blanca que crece sobre todo en Austria, Eslovaquia y en la República Checa. Las hojas de la vid tienen cinco lóbulos y los racimos de uvas son largos pero compactos, con uvas verdes que maduran a mediados o finales de octubre en el Hemisferio Norte.
En 2008, las plantaciones de grüner veltliner en Austria eran de 17.1751 ha y suponía el 32,6% de todos los viñedos. La mayoría de las viñas de esta variedad están en el noreste del país. En los alrededores de Poysdorf se utiliza para hacer un vino espumoso. A lo largo del Danubio, al oeste de Viena, en Wachau, Kremstal y Kamptal, crece con la riesling en las terrazas agrícolas que quedan en el Rin, en laderas tan pronunciadas que apenas pueden retener cualquier tipo de suelo. El resultado es un vino muy puro y mineralizado, capaz de una larga crianza, y que está a la altura de algunos de los grandes vinos del mundo. En recientes catas a ciegas organizadas por la Austrian Wine Marketing Board, la grüner veltliner logró superar a vinos chardonnay internacionalmente conocidos de Mondavi y Maison Louis Latour.
Fuera de Austria, la grüner veltliner es la segunda uva más plantada en la República Checa, con unas 2.120 ha y con el 11% del viñedo checo.  Recientemente, un grupo de bodegas de Estados Unidos han empezado a plantar y producir vinos de grüner veltliner. Entre estas hay bodegas y viñedos de Massachusetts, Oregón, Maryland, las AVA de Long Island y los lagos Finger del estado de Nueva York, el valle del Napa, la AVA de Clarksburg, la AVA de Monterey y la AVA del valle Santa Ynez en California, el condado de Ashtabula, Ohio, el sur de Nueva Jersey, Pensilvania y la AVA de la costa del lago Míchigan. La grüner veltliner también es plantada de las colinas de Adelaida en Australia Meridional, Australia, así como en el valle del Okanagan de la Columbia Británica, en Canadá. Algunas bodegas de Argentina producen este varietal en la provincia de Mendoza, tanto para vinos como para espumantes.
Algunos ampelógrafos (como Hermann Goethe en su manual de ampelografía de 1887) han asumido que la grüner veltliner no está relacionada con otras variedades que tienen la palabra "veltliner" en su nombre (como la roter veltliner), o que esa relación es lejana. Un primer análisis de ADN realizado a finales de 1990 certificó que la traminer era un padre de la grüner veltliner, pero no ha sido posible identificar otros parientes entre los candidatos estudiados. El otro padre de esa variedad fue descubierto más tarde, cuando se descubrió una única vid, abandonada, enferma y vieja en Sankt Georgen am Leithagebirge, a las afueras de Eisenstadt, en Austria. La uva es referida como St. Georgener-Rebe o "St. Georgen-vine".

## Historia

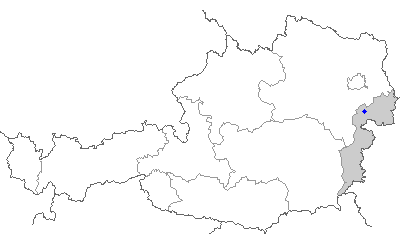
Localización de Eisenstadt, en la región de Burgerland, al este de Austria. Está cerca de la ciudad de Sankt Georgen am Leithagebirge, donde se encontró la vid padre de la grüner veltliner, la St. Georgener-Rebe.

Se cree que la grüner veltliner data de la Antigua Roma y que su nombre deriva de Veltlin (Valtellina), en el norte de Italia, aunque los ampelógrafos y los historiadores del vino no han encontrado aún una relación entre esta vid y esa comuna italiana. La uva es originaria de Austria. El nombre actual apareció en un documento por primera vez en 1855. Antes de entonces era conocida como weißgipfler. En la década de 1930 grüner veltliner fue establecido como nombre estándar de la variedad. Hasta la II Guerra Mundial, se consideraba simplemente como otra variedad austríaca. Fue Lenz Moser el que el diseñó el sistema hockkultur de guía de vides para obtener los mejores resultados, y por ello se expandió rápidamente a partir de la década de 1950 para convertirse posteriormente en la variedad austríaca más plantada.
En los últimos años, la grüner veltliner ha generado un aumento del interés como resultado de la cata realizada en 2002 por los expertos en vino Jancis Robinson y Tim Atkin. Ahí, un vino grüner veltiner de Austria derrotó por una gran distancia a un aclamado vino grand cru de Borgoña.

## Orígenes
En 2007, el análisis de ADN confirmó que la grüner veltliner era un cruce natural de la savagnin (traminer) con una uva austríaca de la villa de Sankt Georgen am Leithagebirge, localizada a las afueras de Eisenstadt, en la región de Burgenland, al este de Australia. Aquella variedad fue encontrada por primera vez en el 2000 en una zona de pastos donde no había habido ningún viñedo desde el siglo XIX, por lo que se supone que esas vides había estado en esa localización desde hace un siglo. Cuando iban a ser arracadas se tomaron muestras y fueron analizadas en  Klosterneuburg. Los análisis genéticos realizados en los siguientes años por Ferdinand Regner pudieron establecer que la St. Georgener-Rebe era un padre de la grüner veltliner.
La St. Georgener-Rebe fue conocida por el sinónimo grün muskatellar pero no parece tener relación directa con la familia de uvas moscatel. En febrero de 2011, la única vid superviviente en St. Georgener-Rebe, que se cree que tiene unos 500 años, fue vandalizada y cortada severamente en varios lugares por un asaltante desconocido. La vid sobrevivió y el gobierno austríaco la designó monumento natural protegido. Los ampelógrafos están actualmente propagando esquejes de la vid en viñedos para comercializarla.

### Relación con otras uvas
A través de su padre, la savagnin, la grüner veltliner es medio-hermana de la rotgipfler y es nieta o medio-prima de la pinot noir, que forma parte de la genealogía de la savagnin. La naturaleza de su parentesco no está clara porque el análisis de ADN no ha determinado si el parentesco entre la savagnin y la pinot es ascendiente o descendiente.
A pesar de tener de nombre grüner veltliner, la uva no tiene un parentesco conocido con otras uvas veltiner, como la roter veltliner y la frühroter veltliner. La vid tinta-clara (característica conocida como "gris") grauer veltliner (también conocida como veltliner grau) estuvo considerada como una variedad distinta pero en 1996 un análisis de ADN demostró que es una grüner veltliner con una mutación de color.

## Viticultura
La grüner veltliner es una variedad de maduración media-tardía que normalmente que no tiene un estándar de madurez en muchos países del norte de Europa en donde crece. La vid puede ser muy fructífera y dar altos rendimientos. Produce uvas pequeñas y amarillo-verdosas. La grüner veltliner es muy susceptible al mildiu y a la aceria anthocoptes en las hojas. Aunque la grüner veltliner puede crecer en una gran variedad de terruños, aunque el experto en vino Oz Clarke ha apreciado que tiende a prosperar en terruños con alto contenido en loess.
Aunque los viñedos han experimentado con varios sistemas de guía de vides, en Austria la grüner veltliner ha sido históricamente guiada al estilo crado por Lenz Moser en la década de 1920. Es conocido como método hochkultur (altacultura) por la altura relativamente alta (1,3 m) que alcanza la vid, con el objetivo de reducir la densidad de vides, espaciándolas en hileras anchas que están a 3,5 metros de distancia.

## Regiones

### Austria

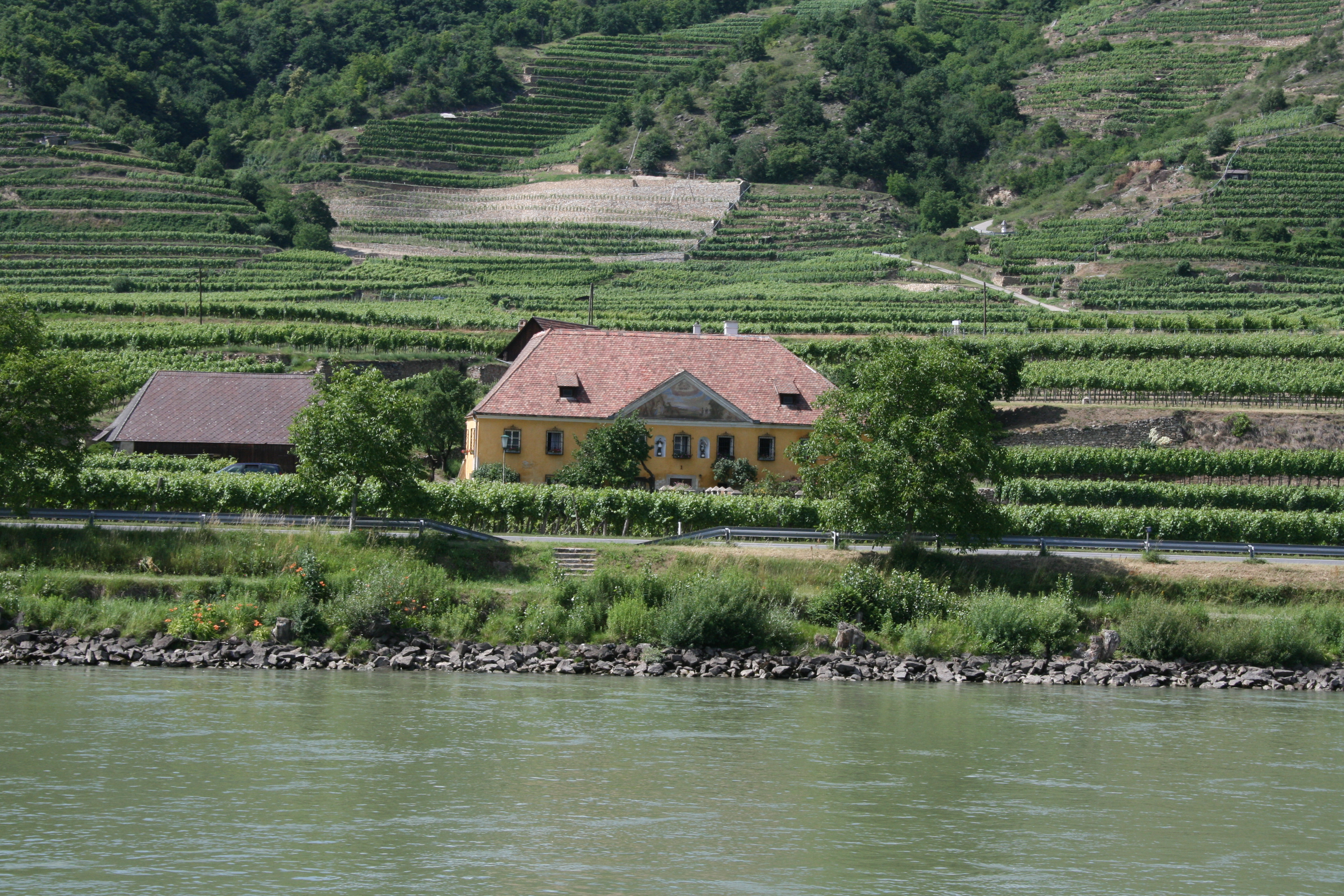
Viñedos en Wachau, junto al Danubio.

La grüner veltliner está más asociada con Austria, donde es la uva más plantada en el país. En Austria cubre casi un tercio de las viñas del país, habiendo 17,034 ha en cultivo en 2012. La uva fue autorizada en cinco regiones Districtus Austriae Controllatus (DAC): Weinviertel, donde es la única variedad permitida; Leithaberg, donde se puede vinificar en vinos monovarietales o mezclada con pinot blanc, chardonnay o neuburger; Traisental, Kremstal y Kamptal donde es plantada con la riesling. La uva también se encuentra en Donauland (conocida actualmente como región Wagram, y en la región de Wachau, en la Baja Austria. El aire cálido que viene de la cuenca panónica, al este, por el Danubio, hacia el oeste, calentando las vides. Esta área tiende a producir vinos con más cuerpo y notas a melocotón.
La región de Weinviertel, al noreste de Austria, a lo largo de la frontera con la República Checa y Eslovaquia, es donde se encuentra más de la mitad de toda la grüner veltliner austríaca, con 8,529 ha en 2012. Ahí, la uva puede alcanzar rendimientos muy altos (de más de 100 hl/ha) y puede producir vinos simples, copiosos y con unas frescas acidez y frutalidad. Así mismo, también puede ser la base del vino espumoso sekt. En los viñedos de lugares más favorables, donde se controlan los rendimientos, los productores pueden hacer vinos secos de grüner veltliner con mucho cuerpo con notas a pimienta, cítricos y minerales que pueden desarrollar rasgos similares al vino de Borgoña a medida que envejecen.
En el área de viñedos del entorno del lago Neusiedl, a lo largo de la frontera con Hungría, hay 1,272 ha de grüner veltliner plantadas a lo largo del este del lago, y 882 ha plantadas en la colina de Neusiedlersee-Hügelland, en el lado oeste. Ahí se produce algo de vino dulce auslese y vino de uvas botryzadas trockenbeerenauslese realizado con grüner veltliner.
En Krems-Hollenburg, localizado al este de Krems an der Donau, uno de los viñedos más antiguos de Austria que sigue siendo usado para la producción comercial de vino, hay vides de grüner veltliner con 150 años de antigüedad.

### Otras regiones europeas
La grüner veltliner es conocida como veltlinske zelené en Eslovaquia, donde es la uva blanca más plantada del país. Las 3,805 ha de la variedad representan casi una quinta parte de todas las viñas del país. En la zona checa limítrofe, el sinónimo local de la grüner veltliner es similar, veltlinské zelené. En 2011 había 1,713 ha en producción en la República Checa.
El vino de Trentino-Alto Adigio, al noreste de Italia y haciendo frontera con Austria, hay una uva llamada veltliner bianco que podría ser la grüner veltliner. La frühroter veltliner fue plantada en los antiguos viñedos del Alto Aidigio pero muchas de estas vides fueron arrancadas y reemplazadas por otras variedades. La grüner veltliner es una variedad permitida en la Denominazione di Origine Controllata (DOC) de Valdige y Valle Isarco.
En Alemania, la grüner veltliner es la uva que hay detrás del histórico vino hansenwein producido en la villa de Plochingen, localidad a las afueras de Stuttgart, en la región vitícola de Württemberg. En Francia, la uva no está permitida en ninguna Appellation d'Origine Contrôlée (AOC), aunque hay algunas hectáreas de grüner veltliner siendo cultivadas de forma experimental en un lugar del país.

### En el Nuevo Mundo
En los últimos años, las plantaciones de grüner veltliner se han expandido en las regiones vitícolas del Australia, Nueva Zelanda, los Estados Unidos y Canadá. En Nueva Zelanda, la uva fue plantada por primera vez en la región de Gisbornel, en North Island. Ahí Coopers Creek Vineyard sacó a la venta la primera botella en 2008. Desde entonces, las plantaciones de grüner veltliner se han extendido a South Island, en las regiones vitícolas de Marlborough y Central Otago. En Central Otago es cultivada en los viñedos de Ata Mara, que son los viñedos más al sur del mundo. La primera botella de grüner veltliner de Ata Mara fue producida en 2013. Central Otago tiene un clima similar al de la región de Wachau de Austria, con días cálidos y noches frías.

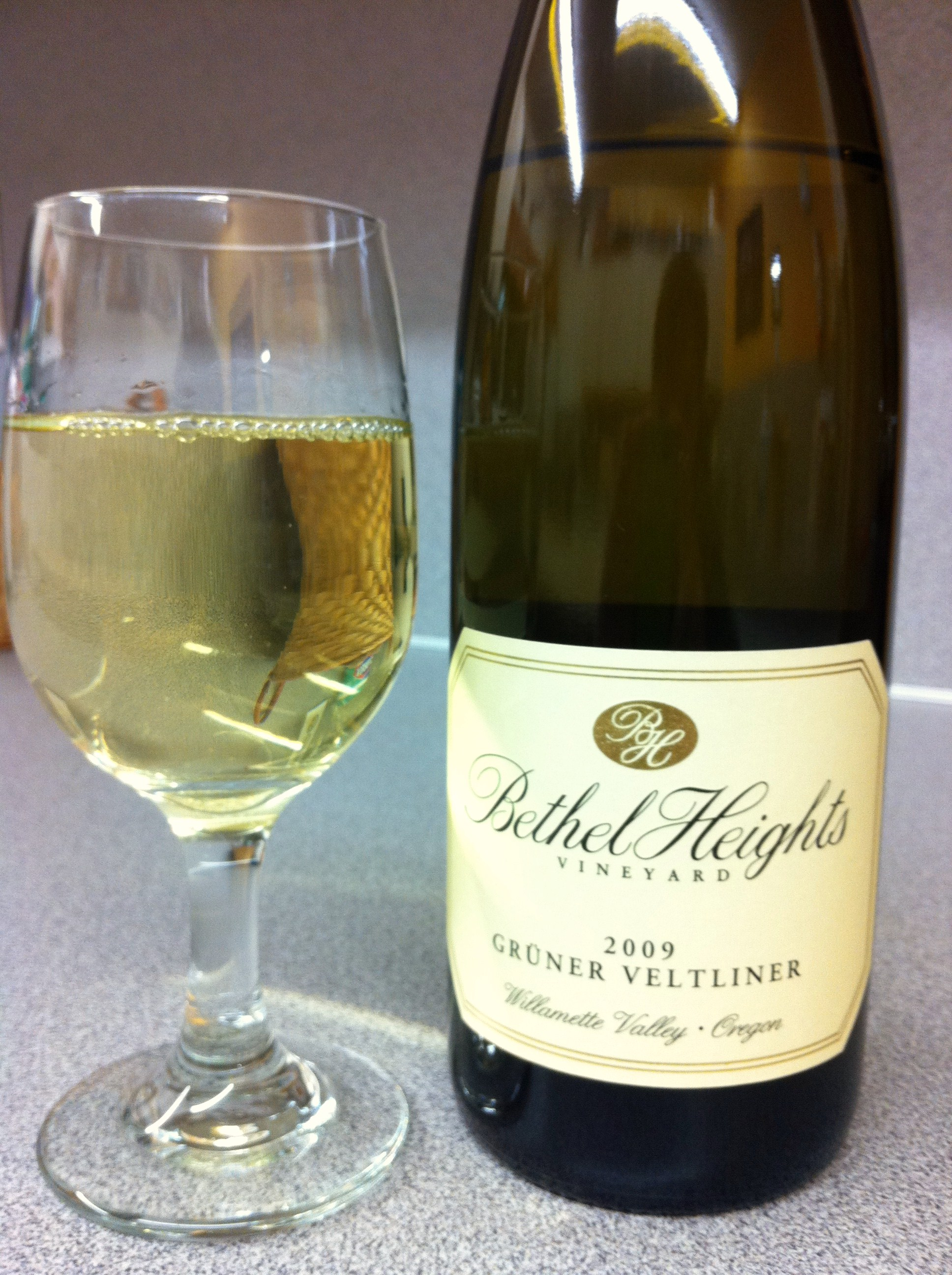
Un vino grüner veltliner del valle Willamette de Oregon.

En Canadá, la grüner veltliner se encuentra en la Columbia Británica. A lo largo de la frontera con los Estados Unidos, la uva está plantada a pequeña escala en California, el estado de Washington y Oregón. En Oregón, la uva se encuentra en las American Viticultural Areas (AVA) de Eola-Amity Hills, Willamette Valley y Umpqua Valley. Se cree que el viñedo Reustle Prayer Rock Vineyards, en el valle del Umpqua, fue el primero que produjo grüner veltliner en los Estados Unidos, y empezó a comercializarlo en 2005. Otros productores destacables de Oregón son Chehalem Winery, Raptor Ridge Winery y Illahee Vineyard.
Hay otras plantaciones estadounidenses de grüner veltliner en Maryland, Virginia, la AVA Outer Coastal Plain de Nueva Jersey y en la AVA Leigh Valley de Pensilvania. Los vinos de grüner veltliner tienden a tener un cuerpo medio, una ligera frutalidad, una alta acidez y notas a especias.
En California, una de las primeras plantaciones de  grüner veltliner estaba en la AVA Diamond Mountain District del valle de Napa. En 2006, la única plantación registrada de esta variedad en California era 1/3 de acre en un viñedo de Von Strasser Winery, en Diamond Mountain.

### Australia

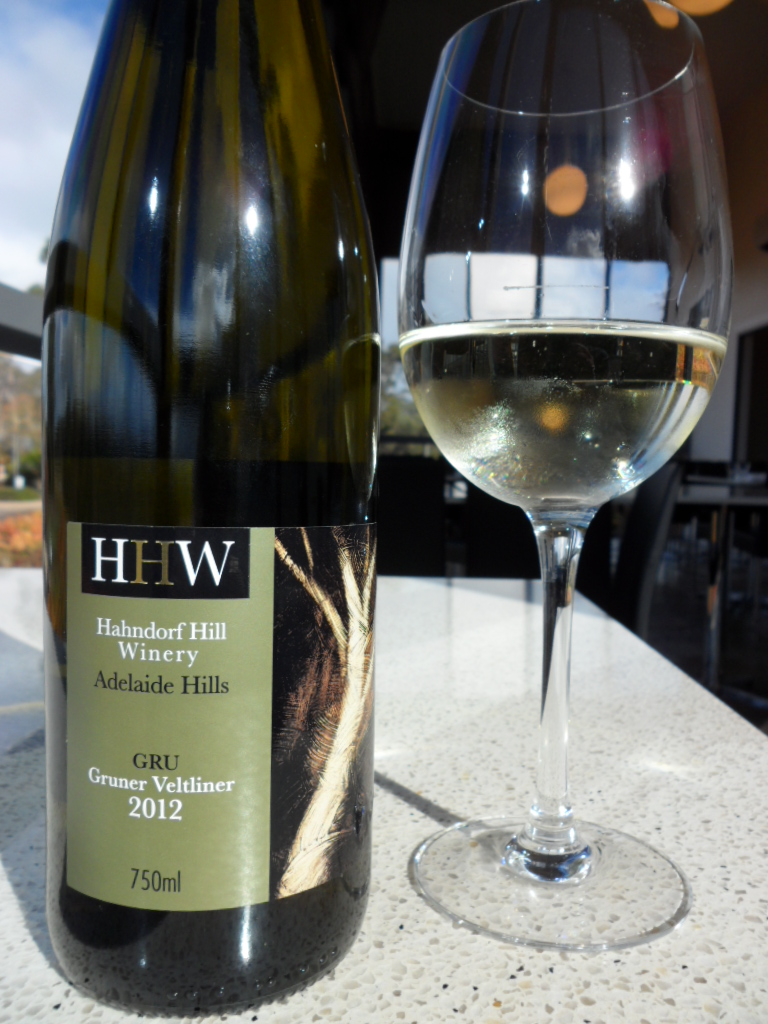
Un vino de grüner veltliner Hahndorf Hill Winery, colinas Adelaida, Australia.

En Australia, se ha incrementado el interés y las plantaciones de grüner veltliner, lo que ha llevado al experto en vino James Halliday a especular que con  esta uva podría ser "la próxima gran cosa" del vino australiano. Una de las primeras plantaciones de grüner veltliner más antiguas del país está en las colinas Adelaida, en el estado de Australia Meridional, es de 2008 y es de la bodega Hahndorf Hill. Las plantaciones de esta uva son parte de un esfuerzo extensivo de las colinas Adelaida, dirigido por el viticultor Prue Henschke para hacer de la grüner veltliner la variedad más conocida de la región. Las grandes variaciones de temperaturas diurnas de esa región permiten a la uva a desarrollar azúcares durante los días cálidos y a mantener una acidez correcta con las noches frías.
El primer vino monovarietal de grüner veltliner de Australia fue comercializado en 2009 por la bodega de Canberra llamada Lark Hill, a la que le siguió Hahndorf Hill en 2010.

## Vinos
La grüner veltliner puede vinificarse en varios estilos; desde el simple vino de garrafa para ser consumido poco después de la cosecha al vino envejecido que puede continuar desarrollándose en la botella. De acuerdo con el experto en vino Oz Clarke, el vino de grüner veltliner joven no es muy aromático y desarrollar aromas más terciarios con la edad. En lugar de eso, la uva suele mostrar notas a pimienta blanca, lentejas y apio.
Algunos ejemplares muestran notas a cítricos y con mucho cuerpo que han sido descritos como "melosos y pesados" por Clarke.
De acuerdo con el experto en vino Tom Stevenson, el vino de grüner veltliner suele ser ligeramente afrutado y tener notas a especias y a pimienta blanca. Los ejemplares bien realizados de buenas añadas puede ser similar al chardonnay de Borgoña. Y, al igual que la chardonnay, esta variedad puede ser vinificada con notas a roble y con un estilo matecoso. Los vinos sin la influencia del roble pueden exhibir una mineralidad similar al de riesling.
El experto en vino Jancis Robinson apreció que la grüner veltliner suele producir vinos secos con notas a pimienta. Suele tener bastante cuerpo y con la crianza puede adoptar aromas y sabores similares a los de los vinos blancos de Borgoña.

## Sinónimos
La grüner veltliner ha sido conocida coloquialmente con el sinónimo de grüve, así como los de bielospicak, cima biancam, dreimänner, feherhegyü, feldlinger, grauer veltliner (en Austria), green veltliner, grün muskateller, grüne manhardsrebe, grüner, grüner muskateler (en Austria), grüner muskateller (de uso común hasta la década de 1930), grüner velteliner, grüner weissgipfler, grüner weltliner, grünmuskateller, gruner veltliner, manhardsrebe, manhardtraube, manhartsrebe, mauhardsrebe, mouhardrebe, mouhardsrebe, muskatel, muskatel zeleny, nemes veltelini, plinia austriaca, ranfol bianco, ranfol bijeli, ranfol weisser, rdeci veltinec, reifler weiss, ryvola bila, tarant bily, valtelin blanc, valtelina vert, valteliner, valteliner blanc, valteliner vert, velteliner grüner, velteliner vert, velteliner weisser, veltelini zöld, veltlin zeleny, veltlinac zeleni, veltlinec, veltliner (en el Alto Adigio), veltliner blanc, veltliner grau (en Austria), veltliner grun, veltliner gruner, veltliner grün, veltliner verde, veltlini, veltlinske zelené (en Eslovaquia), veltlínské zelené (en la República Checa), veltlinski zelenii, veltlinsky vert, veltlinsky zeleny, vetlinac, vetlinac zeleni, weisser raifler, weisser reifler, weisser valteliner, weisser velteliner, weisser veltliner, weissgipfler (en Austria), weissgipfler grüner, yesil veltliner, zeleni vetlinac (en Eslovenia), zeleny muskatel, zleni veltinac, zöld muskotally, zöld muskotalynak, zöld veltelini (en Hungría), zöld velteliny, zöldveltelini y zold veltelini.